# Graminella pallidula
Graminella pallidula är en insektsart som beskrevs av Henry Fairfield Osborn 1898. Graminella pallidula ingår i släktet Graminella och familjen dvärgstritar. Inga underarter finns listade i Catalogue of Life.